# Rivarossa
Rivarossa is een gemeente in de Italiaanse provincie Turijn (regio Piëmont) en telt 1503 inwoners (31-12-2004). De oppervlakte bedraagt 11,0 km², de bevolkingsdichtheid is 137 inwoners per km².

## Demografie
Rivarossa telt ongeveer 590 huishoudens. Het aantal inwoners steeg in de periode 1991-2001 met 17,8% volgens cijfers uit de tienjaarlijkse volkstellingen van ISTAT.
| Jaar | Inwoneraantal |
| ---- | ------------- |
| 1991 | 1211          |
| 2001 | 1427          |

## Geografie
Rivarossa grenst aan de volgende gemeenten: Rivarolo Canavese, Oglianico, Front, San Francesco al Campo, Lombardore.
1. ↑  https://demo.istat.it/?l=it.